# Classic Loire-Atlantique 2018
La 19e édition de la Classic Loire-Atlantique a eu lieu le 24 mars 2018. Elle fait partie du calendrier UCI Europe Tour 2018 en catégorie 1.1. C'est également la troisième épreuve de la Coupe de France de cyclisme sur route 2018. La course est remportée par le Danois Rasmus Christian Quaade (BHS-Almeborg Bornholm) avec un temps de 4 h 20 min 47 s. Il est suivi à trois secondes par le Norvégien Daniel Hoelgaard (Groupama-FDJ) et par le Français Armindo Fonseca (Fortuneo-Samsic).

## Équipes
Classée en catégorie 1.1 de l'UCI Europe Tour, la Classic Loire-Atlantique est par conséquent ouverte aux WorldTeams dans la limite de 50 % des équipes participantes, aux équipes continentales professionnelles, aux équipes continentales et aux équipes nationales.
Dix-neuf équipes participent à cette Classic Loire-Atlantique : deux WorldTeams, neuf équipes continentales professionnelles et huit équipes continentales.
| WorldTeams (2)- AG2R La Mondiale - Groupama-FDJ Équipes continentales professionnelles (9)- Cofidis, Solutions Crédits - Delko-Marseille Provence-KTM - Direct Énergie - Euskadi Basque Country-Murias - Fortuneo-Samsic - Gazprom-RusVelo - Roompot-Nederlandse Loterij - UnitedHealthcare - Vital Concept Équipes continentales (8)- BHS-Almeborg Bornholm - Cibel-Cebon - D'Amico-Utensilnord - Interpro Stradalli - Roubaix Lille Métropole - Saint Michel-Auber 93 - Tarteletto-Isorex - Vorarlberg-Santic |
| |

## Classements

### Classement final
La course est remportée par le Danois Rasmus Christian Quaade (BHS-Almeborg Bornholm) qui parcourt les 182,8 kilomètres en 4 h 20 min 47 s, soit à une vitesse moyenne de 42,058 kilomètres par heure. Il est suivi à trois secondes par le Norvégien Daniel Hoelgaard (Groupama-FDJ) et par le Français Armindo Fonseca (Fortuneo-Samsic). Sur les cent-vingt-sept coureurs qui prennent le départ, quatre-vingt-onze franchissent la ligne d'arrivée.
| \| Classement général \| Classement général \| Classement général \| Classement général \| Classement général \| \| Coureur \| Coureur \| Pays \| Équipe \| Temps \| \| ------------------ \| ----------------------- \| ------------------ \| --------------------------- \| ------------------ \| \| 1er \| Rasmus Christian Quaade \| Danemark \| BHS-Almeborg Bornholm \| 4 h 20 min 47 s \| \| 2e \| Daniel Hoelgaard \| Norvège \| Groupama-FDJ \| + 3 s \| \| 3e \| Armindo Fonseca \| France \| Fortuneo-Samsic \| + 3 s \| \| 4e \| Damien Touzé \| France \| Saint Michel-Auber 93 \| + 3 s \| \| 5e \| Maxime Daniel \| France \| Fortuneo-Samsic \| + 3 s \| \| 6e \| Hugo Hofstetter \| France \| Cofidis, Solutions Crédits \| + 3 s \| \| 7e \| Roy Jans \| Belgique \| Cibel-Cebon \| + 3 s \| \| 8e \| Tim Ariesen \| Pays-Bas \| Roompot-Nederlandse Loterij \| + 3 s \| \| 9e \| Samuel Dumoulin \| France \| AG2R La Mondiale \| + 3 s \| \| 10e \| Roman Maikin \| Russie \| Gazprom-RusVelo \| + 3 s \| |                         |          |                             |                 |
| |                         |          |                             |                 |
| Source : ProCyclingStats |                         |          |                             |                 |
| Classement général |                         |          |                             |                 |
| Coureur | Coureur                 | Pays     | Équipe                      | Temps           |
| 1er | Rasmus Christian Quaade | Danemark | BHS-Almeborg Bornholm       | 4 h 20 min 47 s |
| 2e | Daniel Hoelgaard        | Norvège  | Groupama-FDJ                | + 3 s           |
| 3e | Armindo Fonseca         | France   | Fortuneo-Samsic             | + 3 s           |
| 4e | Damien Touzé            | France   | Saint Michel-Auber 93       | + 3 s           |
| 5e | Maxime Daniel           | France   | Fortuneo-Samsic             | + 3 s           |
| 6e | Hugo Hofstetter         | France   | Cofidis, Solutions Crédits  | + 3 s           |
| 7e | Roy Jans                | Belgique | Cibel-Cebon                 | + 3 s           |
| 8e | Tim Ariesen             | Pays-Bas | Roompot-Nederlandse Loterij | + 3 s           |
| 9e | Samuel Dumoulin         | France   | AG2R La Mondiale            | + 3 s           |
| 10e | Roman Maikin            | Russie   | Gazprom-RusVelo             | + 3 s           |

### Classements UCI
La course attribue aux coureurs le même nombre des points pour l'UCI Europe Tour 2018 et le Classement mondial UCI.
| Position           | 1er | 2e | 3e | 4e | 5e | 6e | 7e | 8e | 9e | 10e | 11e | 12e | 13e à 15e | 16e à 25e |
| Classement général | 125 | 85 | 70 | 60 | 50 | 40 | 35 | 30 | 25 | 20  | 15  | 10  | 5         | 3         |